# Симфония № 3 (Лятошинский)
Симфония № 3 си минор, op. 50 — симфония советского украинского композитора Бориса Лятошинского, которая впервые прозвучала 23 октября 1951 в Киеве на концерте пленума Правления Союза композиторов Украины. Произведение Лятошинского натолкнулось на идеологическую критику, и композитор вынужден был переработать симфонию. Первое исполнение второй редакции симфонии состоялось в 1955 году.

## История
Симфония № 3 создана Борисом Лятошинским в 1951 году, а её премьера прошла 23 октября 1951 года в Киеве на концерте пленума Правления Союза композиторов Украины в исполнении оркестра Киевской филармонии под управлением дирижёра Натана Рахлина. По воспоминаниям современников, на премьере публика стоя аплодировала сочинению Лятошинского. Несмотря на это, вскоре после премьеры Союз композиторов Украины на собрании с участием присланного из Москвы Мариана Коваля осудил произведение как «антинародное» и охарактеризовал его как формалистический хлам, который надо сжечь. Видимо, такая реакция со стороны официальных властей во многом была вызвана тем, что симфония, написанная после Второй мировой войны, содержала эпиграф «Мир победит войну», а финал произведения в первоначальной редакции был далеко не победный, а трагический. Композитора упрекали в том, что он трактует тему войны «не как советский сторонник мира, а как буржуазный пацифист».
В своих воспоминаниях о Борисе Лятошинском композитор Анатолий Кос-Анатольский писал следующее: «На одном из композиторских пленумов, в 50-х годах в Киеве исполняли Третью симфонию Б. Лятошинского. Это произведение в первой редакции произвело на меня глубокое, но немного мрачное впечатление, и я представил себе автора как человека замкнутого, сурового и мрачного».
Чтобы спасти произведение, Лятошинский вынужден был переработать симфонию, в частности заменить финал на победный и оптимистичный. Первое исполнение симфонии в новой редакции прошло в 1955 году на концерте оркестра Ленинградской филармонии, дирижировал Евгений Мравинский. После исполнения «исправленной» симфонии отношение к ней резко изменилось, и её назвали выдающимся произведением украинской симфонической музыки. Несмотря на радостный финал произведения отмечается, что его драматическое содержание перекрывало бодрые, победно-праздничные интонации, что позволило композитору Дмитрию Кабалевского отметить, что в финале симфонии торжествует радость, но «это радость измученного человека».
Именно в этой редакции симфония продолжала исполняться в течение десятилетий, пока идеологические табу ни были сняты после распада СССР. В первоначальной редакции симфонию исполнили дирижёры Владимир Сиренко и Игорь Блажков.

## Структура
Симфония состоит из 4-х частей:
I. Andante maestoso. Allegro impetuoso
II. Andante con moto
III. Allegro feroce
IV. Allegro risoluto

## Музыка
Советский музыковед Николай Гордейчук определяет жанр этого произведения как «Симфоническая драма». На это указывает как сам художественный замысел произведения, так и его композиционная идея. Лятошинский последовательно применяет принцип лейтмотивизма, а также, частично — монотематизма, так как разные части цикла находятся в тесной взаимосвязи между собой благодаря внутреннему родству ключевых тематических элементов. Кроме того, композитор широко применяет полифонические приёмы изложения и развёртывания музыкального материала: темы накладываются друг на друга, трансформируются, усложняются имитациями, канонами (в частности каноническими секвенциями), фугато и т. п. При этом полифонию композитор применяет не только в разработке, но и в экспозиционных разделах формы. Узловые темы-лейтмотивы симфонии «прорастают» из конкретных фольклорных источников, но при этом является не цитатами, а авторскими рефлексиями в соответствующие мелодий и получают собственный, диктуемые именно этим произведением содержание.
Третья симфония — единственная четырёхчастная симфония Лятошинского (все остальные его произведения в этом жанре имеют по три части).
Первая часть (Andante maestoso. Allegro impetuoso) — написана в сонатной форме и сочетает в себе пролог (как вступление сонатной формы) с материалом первого раздела сонатно-симфонического цикла. В прологе экспонируются две основные лейттемы симфонии: драматично-разрушительная и лирико-героическая. Именно вторая тема происходит из фольклорного источника из украинской песни «Печаль за печалью, тоска за тоской» (укр. «Журба за журбою, туга за тугою»). Из этой песни Лятошинский заимствовал мотив вокруг хода с шестой степени через пятый к первому и обратно. Эти две темы будут в неизменном или варьируемом виде появляться на протяжении всей симфонии. Первая тема пролога будет звучать во второй части симфонии как «остинатный фон» (характеристика Гордейчука), в начале третьей части, а также как главная партия финала симфонии. Интересно, что негативная по своей сути тема в финале играет противоположную роль, исполненную «победного пафоса» (Гордейчук). При этом следует помнить, что это финал во второй редакции, вызванной идеологическим давлением на композитора.
В экспозиции первой части две темы являются родственными по характеру с двумя темами пролога. Главная партия является очень динамичной и активной, и основана на сквозном развитии. В главную и соединительную партии параллельно «вплетаются» элементы первой темы пролога. Побочная тема также происходит из народной музыки (это — колядка), но кроме того связана с другим произведением Лятошинского — оперой «Золотой обруч», где тот же фольклорный источник положен в основу ключевого лейтмотива оперы Дажьбога-Солнца. В отличие от оперы, в симфонии композитор заменяет гармонично-минорный лад первоисточника на натуральный минор, тем самым добавляя этой теме эпического оттенка.
В разработке композитор использует все четыре темы, и избегает введения нового материала, который не проистекает из них; при этом материал активно трансформируется в условиях полифонизованой фактуры.
Вторая часть (Andante con moto) — имеет лирический и трагедийный характер. Здесь снова звучат уже знакомые с пролога темы, которые взаимодействуют между собой. Первая, активная тема, превращается здесь в остинатный (повторяющийся) мотив из трёх нот, который звучит на протяжении почти всей части. Сначала это ненавязчивыйе «фон», но в среднем разделе этот мотив становится всё более активным и агрессивным, и принимает на себя всё напряжение перед репризой.
Вторая тема из пролога (основанная на песни «Печаль за печалью, тоска по тоской») играет здесь роль ведущей, лирически-трагедийной темы, которой противопоставляется зловещее остинато. Также в этой части появляется тема побочной партии из первой части, в частности в среднем разделе.
Третья часть (Allegro feroce) — в скерцо композитор объединяет модель сонатной формы с трёхчастностью таким образом, что побочная партия становится близка по своей драматургической функции к срединному разделу. Роль главной партии играет тема, которая основана на материале первой темы из пролога. Побочная, лирическая тема по внешним признакам близка к украинским веснянкам. Эта тема появилась во второй редакции произведения. В репризе тема-веснянка пропускается, зато появляется кода.
Четвёртая часть (Allegro risoluto) — в оригинальной редакции произведения финал симфонии был другим, трагическим. В этом разделе описан «победный» финал второй редакции, которую композитор вынужден был сделать в связи с идеологическим давлением, и который, в основном, анализируется в музыковедческой литературе. Н. Гордейчук отмечает, что этому финала присуща празднично-картинная прямолинейность замысла, что приводит к тому, что заключительная часть в значительной степени лишена того драматизма, которым проникнуты все предыдущие части произведения.
Первая тема из пролога симфонии, которая в течение предыдущих частей воплощала собой негативный, агрессивный образ, в финале трансформируется и превращается в «победную», «жизнеутверждающую» тему и принимается за основу главной партии сонатной формы. «Чувственно-страстная» (по характеристике Н. Гордейчука) побочная партия содержит элементы интонационного сходства с побочной партией (веснянкой) из Скерцо. Впрочем, она скорее продолжает собой главную партию, чем прямо с ней контрастирует. Тема представляет собой большой трехчастный эпизод, с динамической репризой.
Разработка состоит из четырёх разделов, и начинается сразу после завершения побочной партии. В первом разделе «торжественно» звучит главная партия. Гордейчук высказывает предположение, что здесь изображается массовость движения. Во втором разделе главная партия претерпевает более существенные изменения (в частности, использована инверсия элементов главной темы). В третьем разделе главная и побочная партии звучат одновременно (главная: валторны и трубы, побочная: фаготы и струнные). В четвёртом разделе сочетаются между собой две побочных партии: из первой и четвёртой частей симфонии. Впоследствии к ним присоединяется также главная партия финала.
В репризе композитор пропускает побочную партию, что компенсируется кодой («апофеоз-кода» по характеристике Гордейчука), где торжественно и мощно звучит побочная партия из первой части цикла, которая выполняет здесь функцию жизнеутверждающего итога финала.

## Записи
| Год  | Оркестр                                    | Дирижёр        | Лейбл звукозаписи и каталожный номер | Примечание |
| ---- | ------------------------------------------ | -------------- | ------------------------------------ | ---------- |
| 2019 | Бормутский симфонический оркестр           | Кирилл Карабиц | Chandos, CHSA5233                    |            |
| 1994 | Национальный симфонический оркестр Украины | Теодор Кучар   | Marco Polo, 8223540                  |            |
| 2014 | Национальный симфонический оркестр Украины | Теодор Кучар   | Naxos, 8555579                       |            |